# تلمبة كوهزاد (صوغان)
تلمبة کوهزاد (بالإنجليزية: Tolombeh-ye Kuhzad)‏ هي منطقة سكنية تقع في إيران في قسم صوغان الريفي. يقدر عدد سكانها بـ 145 نسمة .